# Stanley (Tasmania)
Stanley è una città sulla costa nord-occidentale della Tasmania, in Australia. Viaggiando verso ovest, Stanley è la seconda città più grande sulla costa nord-occidentale della Tasmania, mentre la più grande nella Municipalità di Circular Head è Smithton.
Secondo il censimento del 2011, Stanley aveva una popolazione di 481 abitanti.